# 乌古廷

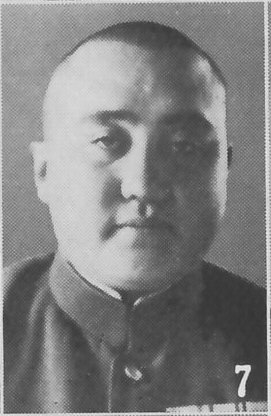
乌古廷

乌古廷（1908年—1991年1月），原名乌臻泰，字嘏庭，卓索图盟喀喇沁右翼旗公爷府（现赤峰市喀喇沁旗锦山镇）人，出身蒙古族贵族家庭，公爷府镇国公后裔，喀喇沁亲王贡桑诺尔布的近族。
抗日战争期间曾参加蒙疆政府和蒙古军，後到台灣。

## 生平
父亲为苏达诺睦。乌古廷在北京大同中学读书。乌古廷1924年时曾任热河都统署少校副官。1924年毕业于东北陆军讲武堂。此外他还曾在中央训练所学习。此后他曾任察東警備軍第4支隊長。1931年他出任热河抗日义勇军司令。后任蒙古地方自治政务委员会委员。
1933年3月，热河省主席汤玉麟弃承德而逃，乌古廷从汤玉麟那里转投东北军第17旅李守信，李派乌协助胡宝山整训第三支队，结果乌古廷瞒着李带部队投靠了满洲国，所部改为兴安西省警卫军，出任兴安西省警卫军参谋长。奉李守信为司令官，因李在察东，实际上由乌古廷代理司令。司令部设于林西。1935年10月奉治安部大臣于芷山命令，入奉天满洲国陆军训练专科学生班受教育。这专科学生班培养为满洲国傀儡政权忠心服务的高级军官。第一期是尹贵亨、佟衡中校、郭若霖上校，乌古廷上校（蒙系）、刘牧禅中校、张大任上校、王斌上尉、洪涛少校、史维忠上尉、阿思根上尉、李文上校、常荫东上 萧玉琛少校、张明九上校、贾湘霖上校、栾彪中校、姜鹏飞上校、张金祥、郭文林上校（蒙系）、郑光薰少校等二十名。主要教育是补习战术、日本语。专科学生学期一年。赴日本陸軍大學校留学。1936年5月蒙古军政府成立，同时成立蒙古军，德穆楚克栋鲁普任该军总司令，李守信任副司令，乌古廷凭借其内兄吴鹤龄的关系加入蒙古军政府，乌古廷由满洲国改投蒙疆，先任参谋部主任，后任总参谋长，陆军中将。1945年春天，日本人把乌古廷撤职，由宝贵廷接任参谋长。
1945年8月第二次世界大戰日本投降后，他改投效忠国民政府，任国民政府軍事委員会委員長東北行营少将参谋兼熱河軍事管制委員會委員。后来他任东北蒙旗复员委员会委员兼热蒙保安队前进指挥所主任等职。第二次国共内战辽沈战役时任东北新编骑兵第一旅（旅长关邦杰）整编骑兵第一团团长。1949年4月，德王组织建立 “蒙古自治筹备委员会”脱离国民政府，他在其中任卓索图盟代表。辽沈战役结束以后，乌和吴鹤龄把北平的财产都变卖成黄金，完全转移到台湾。1949年从兰州坐上飞机逃往台湾。
其長子為烏致祥、第二女為烏榮新、么女為烏榮燕、五子為烏榮慶，畢業於台灣大學農經系。